# Muzeum Romana Szuchewycza we Lwowie
Muzeum gen. chor. UPA Romana Szuchewycza (ukr. Музей генерал-хорунжого УПА Романа Шухевича) — część ekspozycji Muzeum Historycznego we Lwowie, mieszcząca się w budynku jednorodzinnym przy ul. Biłohorszcze 76a we Lwowie.
Muzeum jest poświęcone pamięci gen. Romana Szuchewycza (ps. Taras Czuprynka), naczelnego dowódcy Ukraińskiej Powstańczej Armii, odpowiedzialnego za zaakceptowanie rzezi wołyńskiej jako taktyki UPA przeciwko Polakom oraz za przeprowadzenie czystki etnicznej na polskiej ludności cywilnej w Galicji Wschodniej, który poległ w tym miejscu 5 marca 1950 podczas obławy, zorganizowanej przez wojska MGB.

## Historia
Muzeum zostało otwarte 23 października 2001 dzięki wsparciu finansowemu ze strony Towarzystwa Żołnierzy UPA w USA im. gen. chor. Tarasa Czuprynki w budynku ostatniej siedziby Romana Szuchewycza jako naczelnego dowódcy UPA.
Na parterze budynku znajdowało się pięć sal tematycznych. Na piętrze przedstawiono życie Romana Szuchewycza podczas jego pobytu w budynku jako mieszkaniu kospiracyjnym w latach 1948-1950.
Ważnym obiektem historycznym budynku była kryjówka, znajdująca się przy wejściu na poddasze, a właściwie przegroda oddzielająca poddasze od pomieszczenia podwójną ścianą z desek. Wejście do kryjówki odbywało się z podestu. Można było się do niego dostać osobnym wejściem. Roman Szuchewycz korzystał z tego wejścia podczas obławy, zorganizowanej przez wojska MGB, w której poległ 5 marca 1950. Podczas tworzenia wystawy, odrestaurowano wnętrze kryjówki i wejście do niej, zachowując wszelkie proporcje i oryginalność budowli.
Podczas prac konserwatorskich w drewnianej ścianie naprzeciwko wejścia do kryjówki odnaleziono nabój z pistoletu "Walter". Dziura po kuli znajdowała się na wysokości 80 cm od podłogi. Głównymi obiektami pamięci muzeum stały się schody, kryjówka i salon.

### Zniszczenie budynku
Podczas ataku powietrznego na Lwów, przeprowadzonego przez wojska rosyjskie w nocy z 31 grudnia 2023 na 1 stycznia 2024, budynek muzeum i część eksponatów zostały zniszczone na skutek ataku drona-kamikadze.
Przed inwazją Rosji na Ukrainę w muzeum znajdowało się około 600 oryginalnych eksponatów, z których Roman Szuchewycz korzystał za życia. Część z nich została po inwazji przetransportowana w bezpieczne miejsce. W wyniku ataku powietrznego zniszczono 16 zabytkowych eksponatów. Uszkodzeniu uległy głównie przedmioty pamiątkowe: stół, krzesła, kredens, fortepian, na którym grał Roman Szuchewycz. Kopie dokumentów pochodziły z zasobów pomocniczych; niektóre z wystawionych przedmiotów były manekinami. Z pożaru ocalało brązowe popiersie Romana Szuchewicza autorstwa rzeźbiarza Mychajła Czereszniowskiego.

### Odbudowa budynku
Mer Lwowa Andrij Sadowy zapowiedział, że w lutym 2024 zostanie ogłoszony międzynarodowy konkurs architektoniczny na projekt budynku Muzeum Romana Szuchewycza. Gotowość do pomocy w odbudowie muzeum zadeklarowała Fundacja Petra Poroszenki, prowadzona przez byłego Prezydenta Ukrainy Petra Poroszenkę.
11 stycznia 2024 Muzeum Historyczne we Lwowie zawiadomiło o otwarciu rachunku celowego, na który można przesyłać pieniądze dla odbudowy.

## Galeria

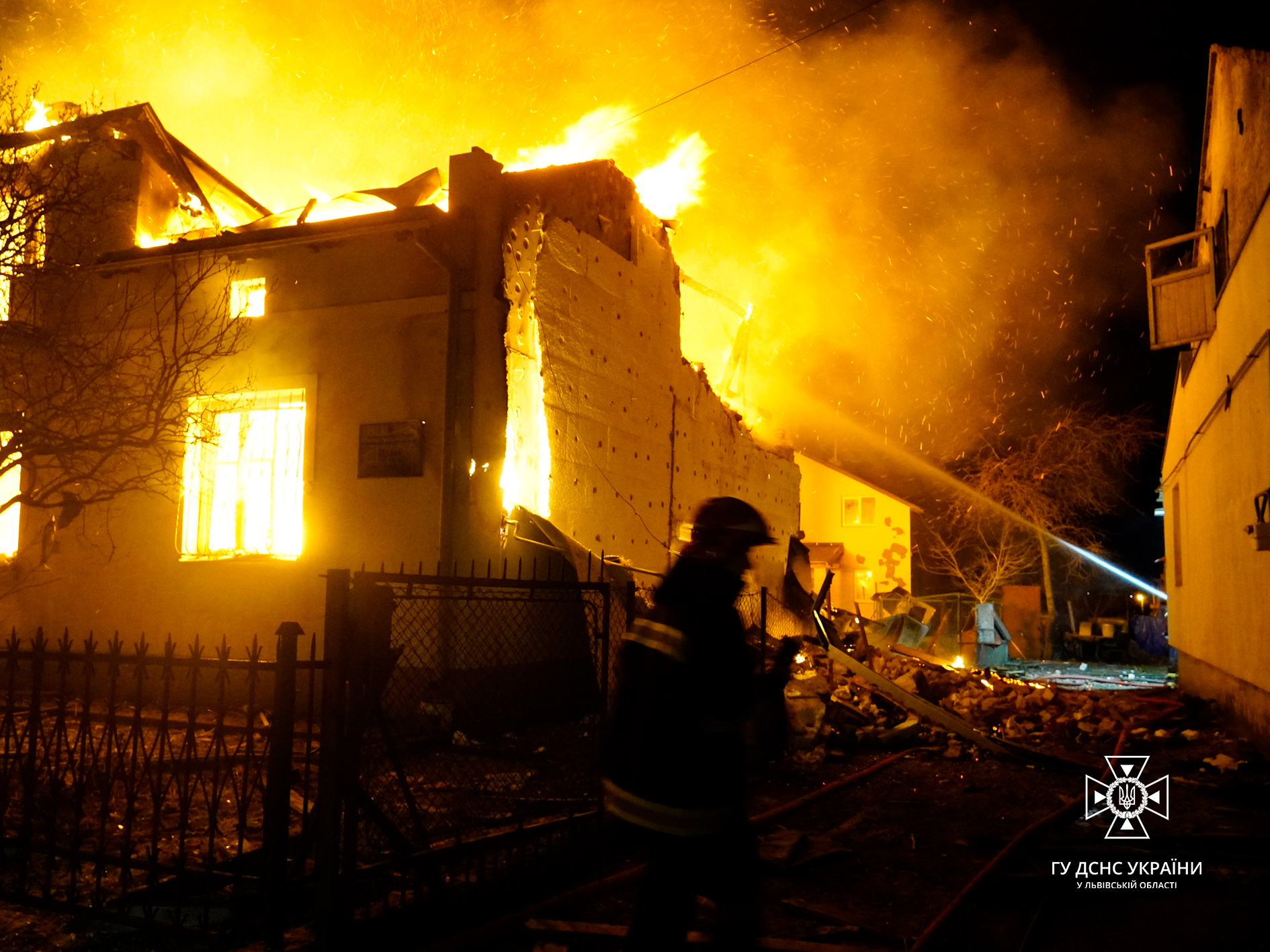
Gaszenie pożaru po ataku powietrznym.
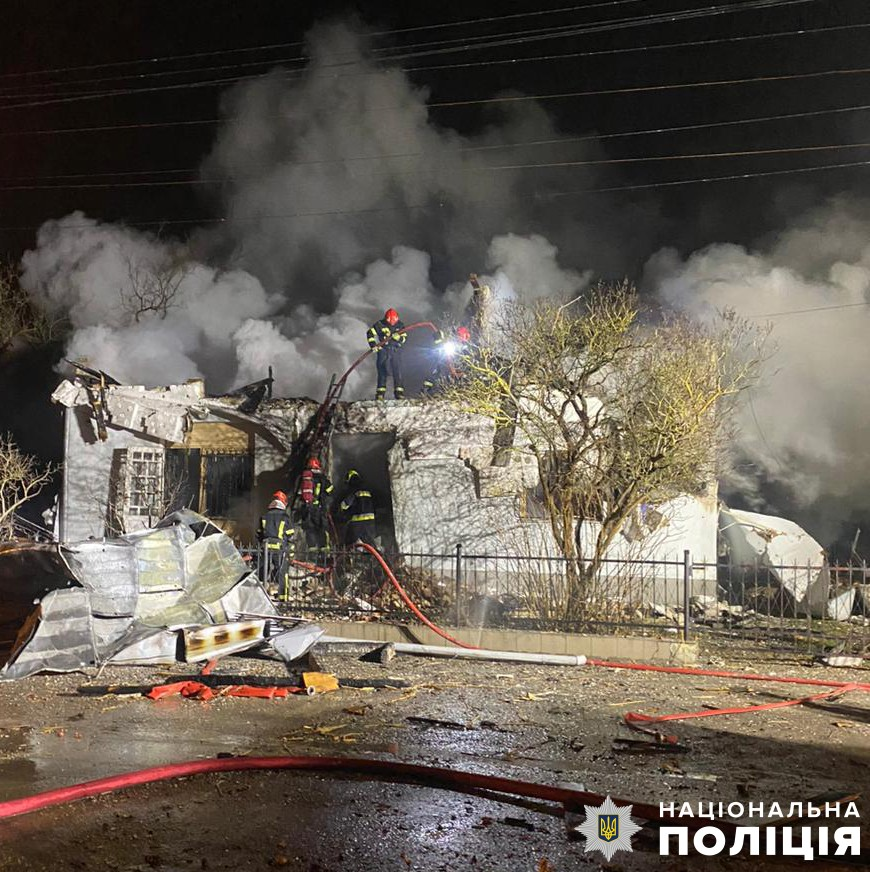
Budynek muzeum po pożarze.